# De Slingerij
De Slingerij is een voormalige herberg in de Nederlandse stad Groningen.

## Geschiedenis
Al in 1623 werd op deze plek aan de Aweg een herberg vermeld, de vertrekplaats van de snikvaart naar Friesland en het Westerkwartier. Het pand stond destijds buiten de vesting van Groningen. Het huidige blokvormige gebouw werd in 1854 neergezet. Het heeft een kroonlijst onder een schilddak, waarop twee hoekschoorstenen zijn geplaatst.
Mense van Hemmen werd in 1874 kastelein en uitbater van De Slingerij. Zijn zoon Lukas (Loeks) werd er twee jaar later geboren. Loeks van Hemmen nam later de zaak van zijn vader over. Zijn renpaard Appelon, dat in de stal van De Slingerij overleed, zou het 'Peerd van Ome Loeks' zijn.
Het pand werd in 1995 gerestaureerd en is een erkend rijksmonument. De Slingerij heeft nog steeds een horecafunctie.